# Boița (Sibiu)
Boița (ungarisch Bojca, deutsch Ochsendorf oder Boitza, siebenbürgisch-sächsisch Issenderf) ist eine Gemeinde im Kreis Sibiu in der Region Siebenbürgen in Rumänien.

## Geografische Lage
Die Gemeinde Boița liegt im historischen Altland am östlichen Rand der Mărginimea Sibiului, nahe dem Zibinsgebirge. Der Ort Boița befindet sich am Olt (Alt), vier Kilometer südlich von der Kleinstadt Tălmaciu (Talmesch) und 22 km südlich der Kreishauptstadt Sibiu an der stark befahrenen Europastraße 81. Die Straße führt von Nordwestrumänien über Hermannstadt und Râmnicu Vâlcea nach Bukarest. An einer Autobahn zur Entlastung der Nationalstraße im Alttal (Valea Oltului) wird derzeit geplant.

## Geschichte
Die Umgebung des Ortes war Standort des römischen Hilfstruppenlagers Caput Stenarum. Boița wurde im Jahr 1453 erstmals urkundlich erwähnt. Das Dorf entstand neben einer Wehranlage Roter Turm (Turnu roșu), die am Eingang des Rotenturmpasses gegen die türkische Bedrohung errichtet wurde und deren Reste heute noch erhalten sind.
Die Gemeinde hatte um 1910 etwa 1600 Bewohner, wobei – wie auch heute – Rumänen die große Mehrheit stellten.
Die Gemeinde Boița ist seit 2004 durch Ausgliederung aus der Kleinstadt Tălmaciu (Talmesch) hervorgegangen.

## Sehenswürdigkeiten
- Der Turnul Spart („Kaputte Turm“), Reste eines Wehrturms nach unterschiedlichen Angaben im 14.[6] oder im 15.–16. Jahrhundert errichtet,[7] steht unter Denkmalschutz.
- Die orthodoxe Kirche Adormirea Maicii Domnului 1812 errichtet, steht unter Denkmalschutz.[6]
- Teile des Ortszentrums von Boița im 18. und 19. Jahrhundert errichtet, stehen unter Denkmalschutz.[6]

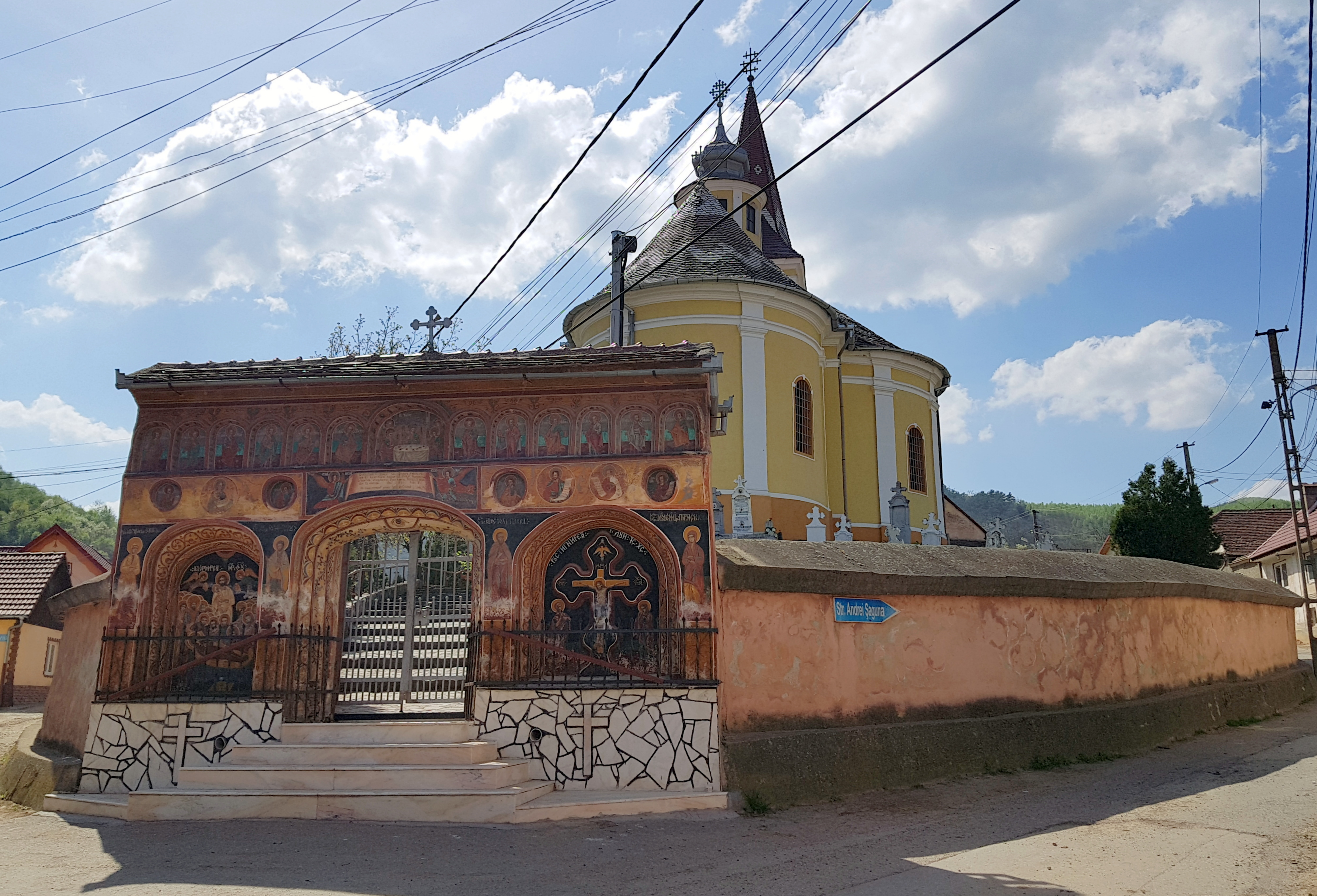
Orthodoxe Kirche
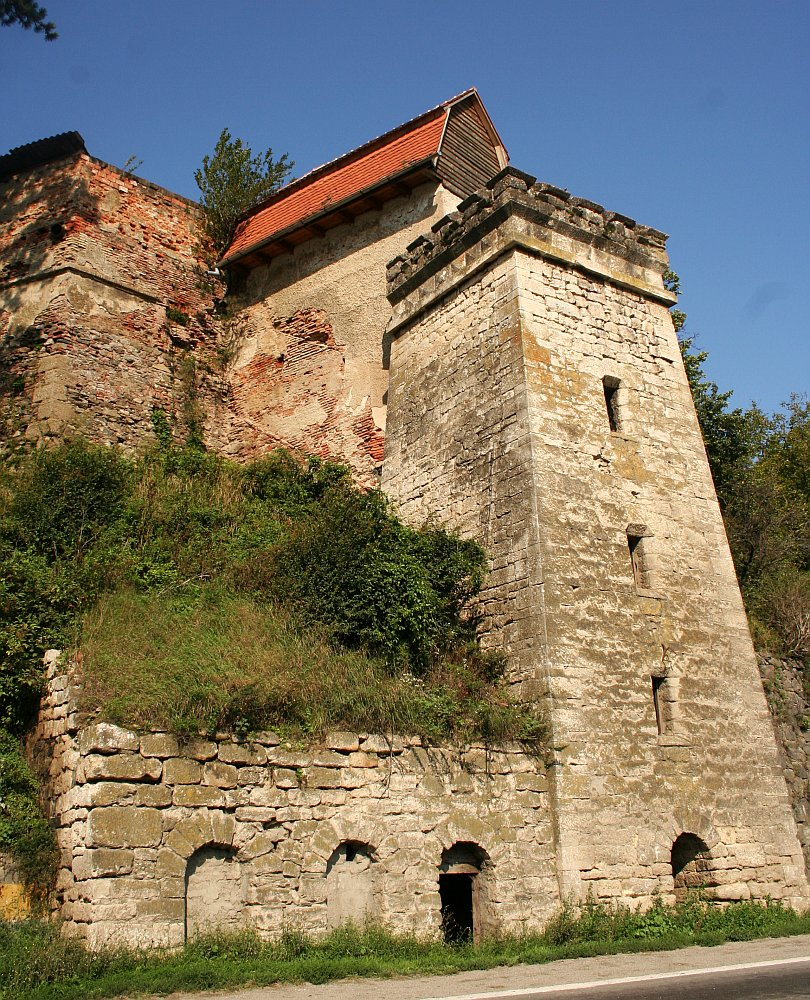
Reste der Wehranlage Turnu roșu von Râmnicu Vâlcea kommend
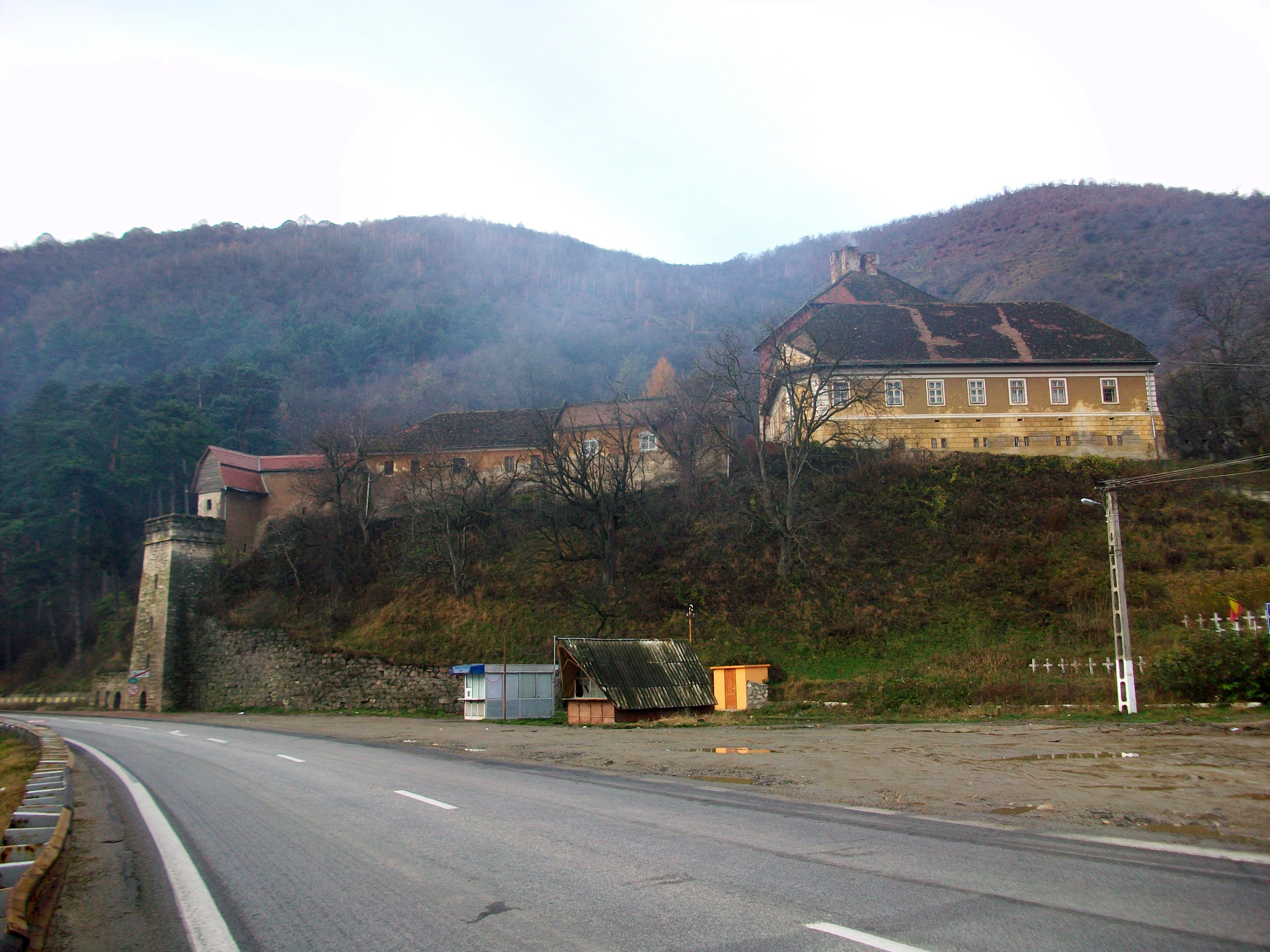
Reste der Wehranlage Turnu roșu von Hermannstadt kommend
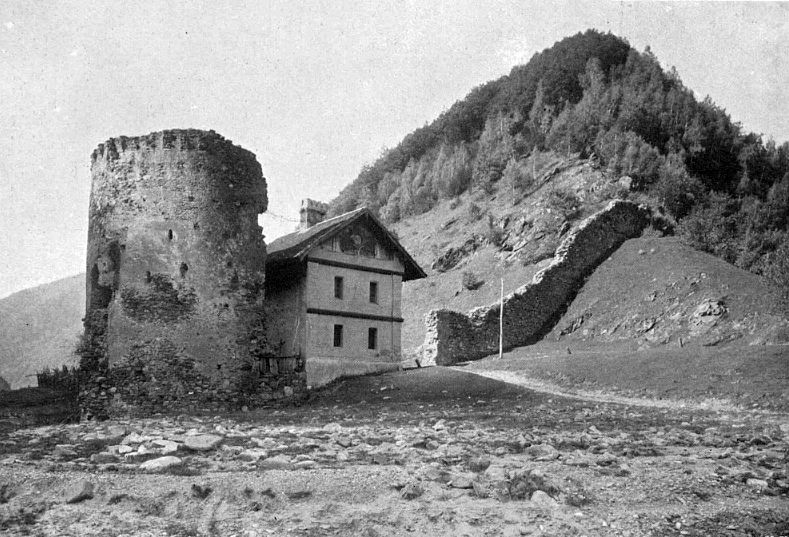
Der Turnul Spart (im 19. Jh.)